# 罗埠镇
罗埠镇，中国浙江省金华市婺城区下辖的一个镇。

## 辖区
该镇辖有：	罗埠村、孙家村、上章村、后王村、下郑村、宋家畈村、吕家村、后张村、花园村、新沃里村、西沙溪村、青阳郑村、黄稍村、胡家庄村、铺下村、丁章村、西金店村、陈家沿村、湖沿村、董家村、湖田村、陈家村、邵家村、荞麦畈村、尖上村、西前王村、杨公桥村、元里村、塘角头村、下章村、下周村、方家塘村、蒋家村、樟村、大有李村、塘下朱村、东潘村、社龙头村、湾田村、大何家村、莲湖杨村、下杨村、黄路村、刘家桥村、汪叶村、跃龙村、莲湖严村、联群村、上潘村、征岩头村、祝家店边村、山下陈村、山下龚村、山下周村、陶家村、经塘边村、塘头郑村、龙口村、罗大路村、高堰村、后朱山村、